# Stanislav Mitin
Stanislav Mitin (Tashkent, 5 agosto 1950 – Natanya, 11 aprile 2023) è stato un regista sovietico, dal 1991 russo.

## Filmografia parziale

### Regista
- Dvojnaja familija (2006)
- Travesti (2006)